# Steeve Joseph-Reinette
Steeve Joseph-Reinette, né le 2 décembre 1983 à Paris, est un footballeur français qui évolue au poste de défenseur.

## Statistiques
| Saison    | Club                  | Pays           | Championnat       | Coupes nationales | Coupes d’Europe | Sélection France |
| --------- | --------------------- | -------------- | ----------------- | ----------------- | --------------- | ---------------- |
| 2002-2003 | EA Guingamp           | Ligue 1        | 2 matchs          | -                 | -               | -                |
| 2003-2004 | EA Guingamp           | Ligue 1        | 7 matchs          | -                 | 1 match         | -                |
| 2004-2005 | EA Guingamp           | Ligue 2        | 13 matchs         | 2 matchs          | -               | -                |
| 2005-2006 | EA Guingamp           | Ligue 2        | 5 matchs          | -                 | -               | -                |
| 2006-2007 | Cisco Rome            | Serie C2       | -                 | -                 | -               | -                |
| 2007-2008 | Cisco Rome            | Serie C2       | -                 | -                 | -               | -                |
| 2008-2009 | Astra Ploiești        | Liga II        | -                 | -                 | -               | -                |
| 2009-2010 | Slavia Sofia          | A PFG          | 18 matchs         | 2 matchs          | -               | -                |
| 2010      | FK Sibir Novossibirsk | Premier League | 13 matchs / 1 but | -                 | 2 matchs        | -                |
| 2011-2012 | Krylia Sovetov Samara | Premier League | 13 matchs         | -                 | -               | -                |
| 2012-2013 | Krylia Sovetov Samara | Premier League | 11 matchs / 1 but | -                 | -               | -                |

Dernière mise à jour le 26 septembre 2012